# Plantago floccosa
Plantago floccosa es una planta perteneciente a la familia Plantaginaceae. El género Plantago está constituido por plantas herbáceas, anuales o perennes, cáudice corto; hojas por lo general dispuestas en rosetas basales, base con frecuencia envainante; inflorescencias en forma de espigas, a menudo muy alargadas, la espiga con una o muchas flores; estas actinomorfas, casi siempre hermafroditas, sésiles en las axilas de las brácteas, frecuentemente tan largas y anchas como los sépalos; cáliz 4-partido, por lo general de lóbulos desiguales, los posteriores más grandes, con márgenes escariosos; corola gamopétala, 4-lobulada, escariosa, el tubo cilíndrico o encogido hacia la parte inferior del cuello, los lóbulos reflejos en la antesis, algunas veces cerrados; estambres 4, anteras versátiles, de dehiscencia longitudinal; óvulos 1 a varios en cada lóculo, estigma alargado; fruto capsular, rara vez dehiscente por debajo de la mitad.

## Clasificación y descripción
Planta herbácea perenne de 7 a 30 cm de alto, con pelos lanados de hasta 6 mm de largo, de color blanco; con una o varias raíces engrosadas, cáudice de hasta 1 cm de largo y 2 cm de ancho; peciolo ligeramente acanalado, de 0.5 a 2 cm de largo, lámina elíptica a angostamente elíptica, de 3 a 8.5 cm de largo por 0.9 a 2.7 cm de ancho, ápice agudo, base cuneada, margen ligeramente dentado, nervación primaria con 2 a 3(5) nervios, pubescente; inflorescencias 1 a 3 por individuo, pedúnculo de 5 a 16 cm de largo, densamente lanoso, espiga cilíndrico-linear, de 3.7 a 10 cm de largo, flores menos congestionadas en la parte inferior, brácteas lanceoladas, ovado-lanceoladas o lineal-lanceoladas, de 2 a 2.8 mm de largo por 0.4 a 1 mm de ancho, ciliadas, lanadas; flores por lo común cerradas; sépalos anteriores elípticos, de 2.2 a 3 mm de largo por (0.7)1 a 1.5 mm de ancho, unidos ligeramente en la base, cortamente ciliados y con pelos largos en su parte posterior, sépalos posteriores ovados a elípticos, de 2.4 a 3 mm de largo por 1.2 a 1.8 mm de ancho, pilosos a lanados en la parte dorsal; tubo de la corola de 2 a 2.8(3.5) mm de largo, lóbulos de la corola erectos o patentes, ovados a ovado-lanceolados, de 1.9 a 2.8 mm de largo por (1.2)1.5 a 2 mm de ancho, ápice agudo a acuminado; filamentos de 3.5 a 5 mm de largo, anteras de 1.5 a 1.7 mm de largo; estilo de 4 a 7.3 mm de largo; cápsula elipsoide, de 2.3 a 3 mm de largo por 1.5 a 2 mm de diámetro, con 3 semillas; estas elipsoides, de 1.5 a 2 mm de largo, ligeramente convexas sobre el lado ventral, de color verde olivo a pardo, foveoladas.

## Distribución
Se trata de una especie endémica del oriente de México. Tamaulipas, San Luis Potosí, Guanajuato, Querétaro, Hidalgo y Veracruz.

## Ambiente
Planta que se desarrolla en lugares con vegetación de bosque de pino-encino, bosque de encino, pastizal y con menos frecuencia en el bosque tropical caducifolio del sector noreste de Guanajuato y del extremo norte de Querétaro. Altitud 900-1900 m s. n. m. Se ha colectado en floración de marzo a junio y en fructificación de mayo a septiembre.

## Estado de conservación
No se encuentra bajo algún estatus de protección.